# Rasmussen (sanger)
Jonas Flodager Rasmussen (født 28. november 1985 i Viborg), også kendt som Rasmussen, er en dansk sanger og skuespiller, som med med sangen Higher Ground vandt 50% procent af stemmerne ved Dansk Melodi Grand Prix 2018.
Da han optrådte i Eurovision Song Contest kom han på en 9. plads. Han fik en 20. plads hos juryen med 38 stemmer, men kom på 5. plads hos seerne med 188 stemmer.

## Liv og karriere
Rasmussen har en cand.mag. i musikvidenskab og dramaturgi.
Han underviser på Kulturskolen Viborg og Aarhus Teater Læring, en afdeling af Aarhus Teater.